# Simulium anaimense
Simulium anaimense är en tvåvingeart som beskrevs av Coscaron och Munoz de Hoyos 1995. Simulium anaimense ingår i släktet Simulium och familjen knott.
Artens utbredningsområde är Colombia. Inga underarter finns listade i Catalogue of Life.